# Schizaspidia scutellaris
Schizaspidia scutellaris är en stekelart som beskrevs av Masi 1927. Schizaspidia scutellaris ingår i släktet Schizaspidia och familjen Eucharitidae.
Artens utbredningsområde är Taiwan. Inga underarter finns listade i Catalogue of Life.